# Scheifling
Scheifling est une commune autrichienne du district de Murau en Styrie.